# Le Chat et le Renard
Le Chat et le Renard est la quatorzième fable du livre IX de Jean de La Fontaine situé dans le second recueil des Fables de La Fontaine, édité pour la première fois en 1678. 
Cette fable comme plusieurs autres, fut inspirée par l'humaniste franc-comtois Gilbert Cousin et son recueil de fables Narrationum Sylva (1547, réédition en 1567) (fable "De Vulpe et Fele") ; mais aussi de Guillaume Haudent ("D'un chat et d'un renard", Trois cent soixante et six apologues d'Ésope).

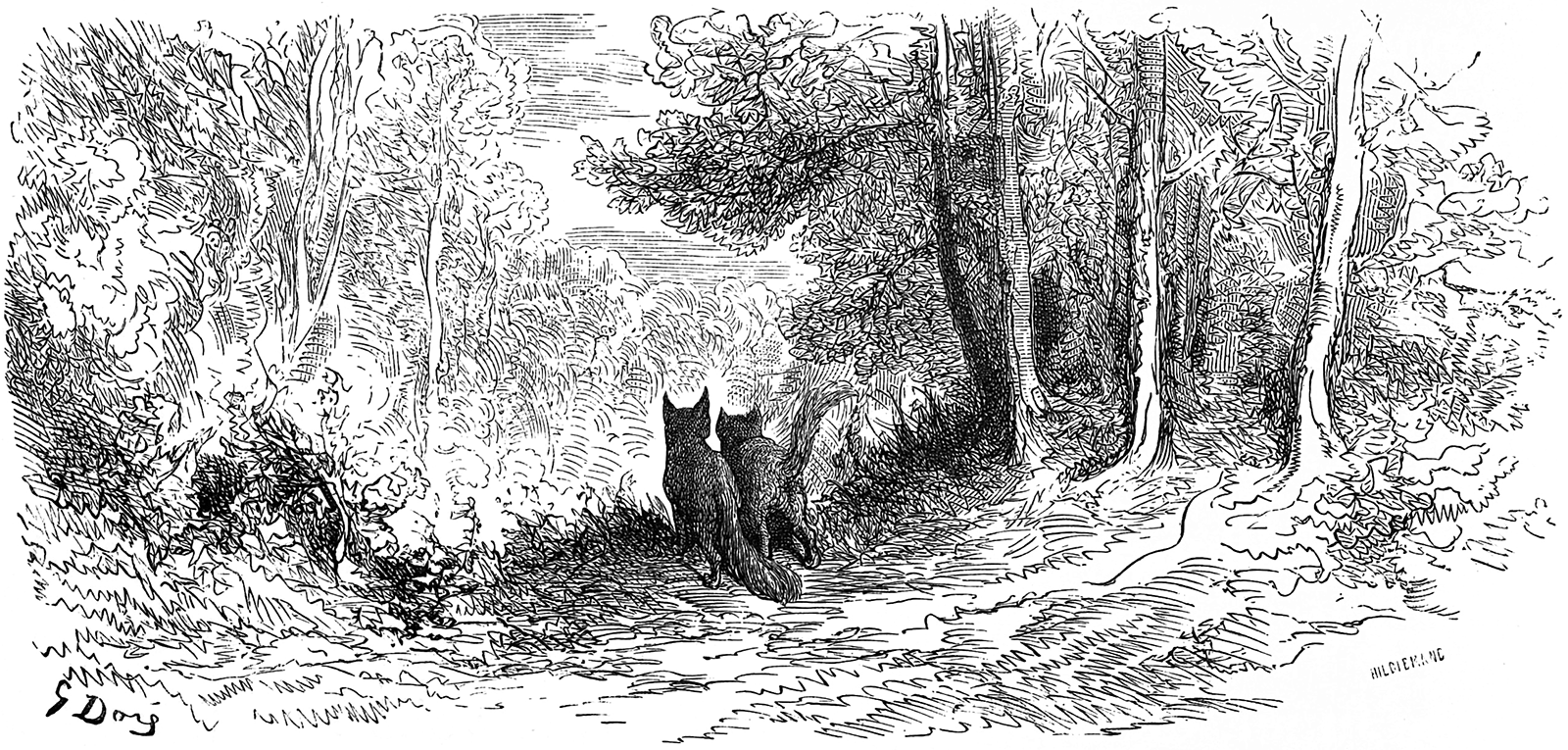
Gravure de Gustave Doré (1876)

## Texte de la fable
[Cousin + Haudent]

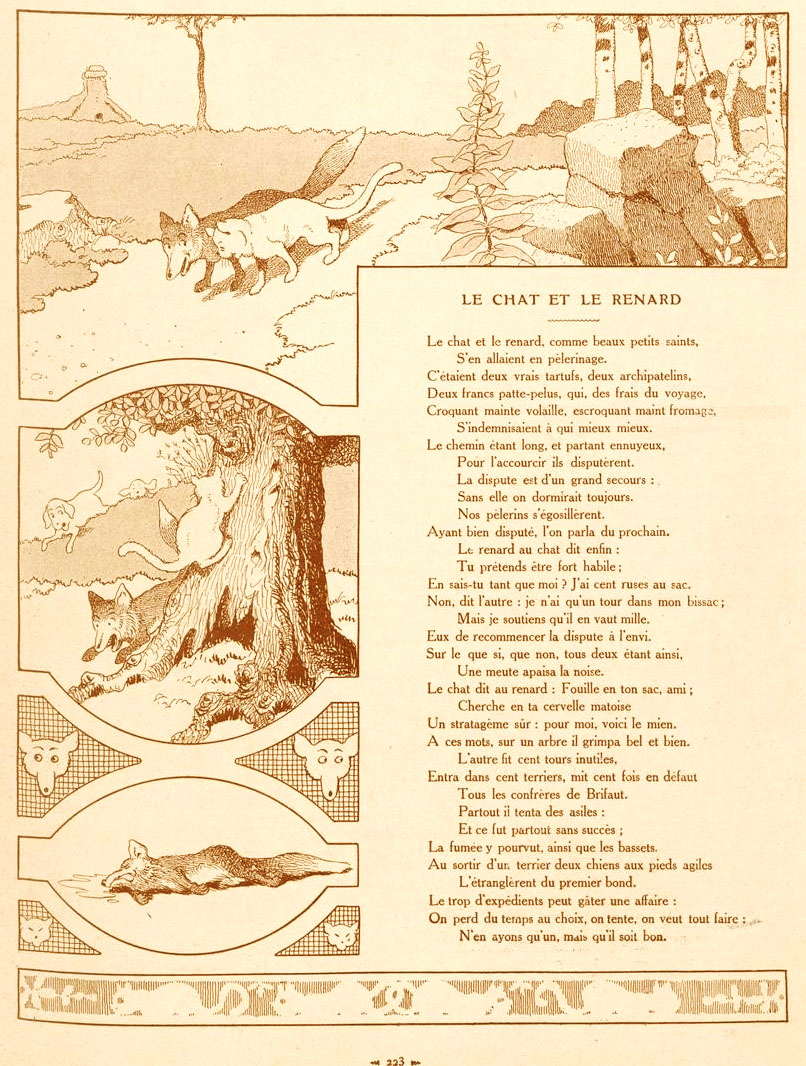
Bande dessinée de Benjamin Rabier (1906)

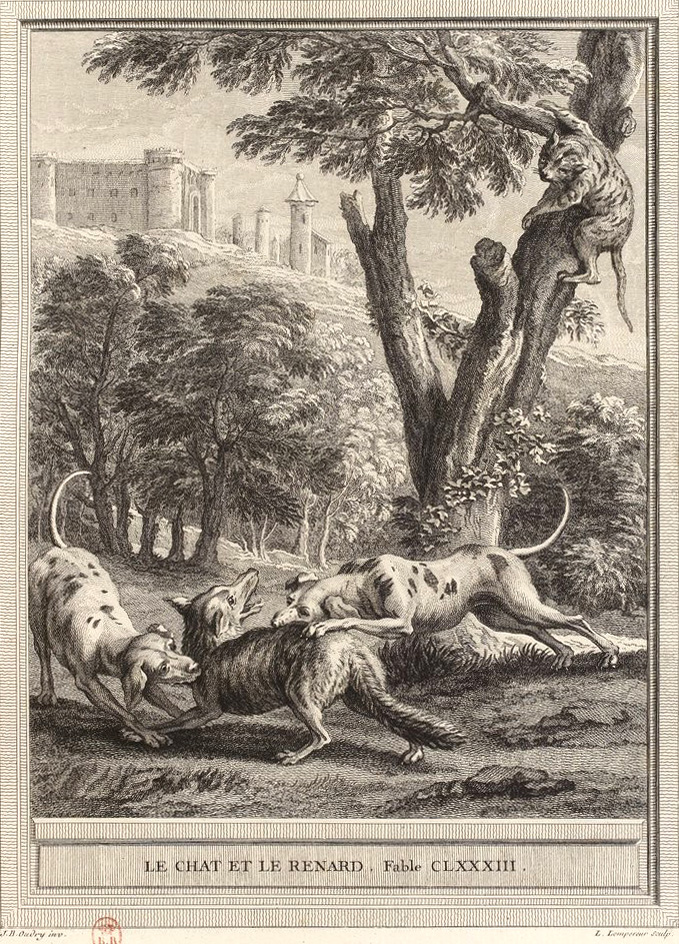
Gravure de Louis-Simon Lempereur d'après un dessin de Jean-Baptiste Oudry, édition Desaint & Saillant de 1755-1759.

Le  Chat et le Renard, comme beaux petits saints,

                        S'en allaient en pèlerinage.

C'étaient  deux vrais tartufs, deux archipatelins,

Deux  francs patte-pelus qui, des frais du voyage,

Croquant  mainte volaille, escroquant maint fromage,

                         S'indemnisaient à qui mieux  mieux.

Le  chemin était long, et partant ennuyeux,

                         Pour l'accourcir ils  disputèrent.

                         La dispute est d'un grand  secours :

                         Sans elle on dormirait toujours.

                         Nos pèlerins s'égosillèrent.

Ayant  bien disputé, l'on parla du prochain.

                          Le Renard au Chat dit enfin :

                          " Tu prétends être fort habile :

En  sais-tu tant que moi ? J'ai cent ruses au sac.

- Non,  dit l'autre : je n'ai qu'un tour dans mon bissac,

                           Mais je soutiens qu'il en vaut  mille. "

Eux  de recommencer la dispute à l'envi,

Sur  le que si, que non, tous deux étant ainsi,

                            Une meute apaisa la noise.

Le  Chat dit au Renard : " Fouille en ton sac, ami :

                            Cherche en ta cervelle matoise

Un  stratagème sûr. Pour moi, voici le mien. "

À ces mots sur un arbre il grimpa bel et bien.

                             L'autre fit cent tours inutiles,

Entra  dans cent terriers, mit cent fois en défaut

                             Tous les confrères de Brifaut.

                             Partout il tenta des asiles ;

                             Et ce fut partout sans succès :

La  fumée y pourvut, ainsi que les bassets.

Au  sortir d'un terrier, deux chiens aux pieds agiles

                              L'étranglèrent du premier bond.

Le  trop d'expédients peut gâter une affaire : 

On  perd du temps au choix, on tente, on veut tout faire.

                              N'en ayons qu'un, mais qu'il  soit bon.
— Jean de La Fontaine, Fables de La Fontaine, Le Chat et le Renard, texte établi par Jean-Pierre Collinet, Fables, contes et nouvelles, Gallimard, « Bibliothèque de la Pléiade », 1991, p. 372